# Sandefjord
Sandefjord er en bykommune i Vestfold og Telemark fylke i Norge. Den har et areal på 122 km², og en befolkning på 41.555 indbyggere.
Sandefjord centrum ligger ved enden af Sandefjordsfjorden. Med halvøerne Østerøya og Vesterøya har kommunen en kystlinje på 146 km, som sammen med alle strandene samt hytte- og campingturistene gør Sandefjord til et turist- og ferieområde.
Kommunen grænser i nord til Stokke, i vest til Andebu, i sydvest til Larvik og i øst til Tønsbergfjorden og Tjøme.
Gokstadskibet fra vikingetiden blev fundet nær byen i 1880, og er nu i Vikingskibshuset på Bygdøy i Oslo.
Sandefjord lufthavn, Torp har forbindelser til nationale og internationale destinationer, og færgeselskaberne Fjord Line og Color Line driver færgeruter til Strömstad i Sverige. Europavej E18 går gennem kommunen.
Sandefjord er derudover venskabsby med den sønderjydske by Haderslev.

## Personer fra Sandefjord (sandefjordinger)
- Anton Fredrik Klaveness († 1958), skibsreder
- Lars Christensen († 1965), skibsreder
- Anders Jahre († 1982), skibsreder
- Thorbjørn Svenssen († 2011)
- Knut Steen, billedhugger († 2011)[2]
- Sidsel Mørck (1937–), forfatter
- Dag Solstad (1941–), forfatter
- Karin Fossum (1954–), forfatter
- Bent Hamer (1956–)
- Anita Hegerland (1961)–, sanger
- Marie Benedicte Bjørnland (1965-)
- Frederic Hauge (1965–)
- Joachim Rønning (1972–)[3]
- Inga Marte Thorkildsen (1976-), politiker, regeringsmedlem, voksede op i Sandefjord